# Corybas bancanus
Corybas bancanus är en orkidéart som först beskrevs av Johannes Jacobus Smith, och fick sitt nu gällande namn av Rudolf Schlechter. Corybas bancanus ingår i släktet Corybas, och familjen orkidéer. Inga underarter finns listade i Catalogue of Life.